# Стрийська єпархія УГКЦ

Стрийський єпархія — складова частина Української греко-католицької церкви.

## Географічні дані
З моменту утворення Стрийської єпархії в листопаді 2000 року осідком єпископа було обрано м. Стрий, яке розташоване в південній частині території єпархії. Населення міста становить 61 тис. осіб. Площа єпархії — 4075 км². Кількість населених пунктів — 369, в тому числі 10 міст (м. Стрий, м. Миколаїв, м. Жидачів, м. Ходорів, м. Городок, м. Комарно, м. Перемишляни, м. Бібрка, м. Новий Розділ, м. Моршин). Чисельність населення — 321,2 тис. осіб. До складу Стрийської єпархії увійшли п'ять адміністративних районів Львівської області (крайній захід України): Стрийський район, Городоцький район, Жидачівський район, Миколаївський район (центральна частина), Перемишлянський район (північно-східна частина).

## Історичні дані
Сучасні адміністративно-територіальні округи Стрийської єпархії мають християнське історичне минуле. Теперішня частина Миколаївського, Городоцького і Стрийського районів належала до Перемисько-Самбірської єпархії. Інша (більша) частина сучасного Миколаївського, Городоцького, Стрийського, Миколаївського, Жидачівського і Перемишлянського районів відносилась до Львівської архиєпархії. Незначна частина парафій Перемишлянщини належали до Станіславської єпархії.
У зв'язку з «приєднанням» Західних областей України до складу СРСР у 1939 році, частина Перемишильської єпархії з єпископською столицею у Перемишлі відійшла до складу Польської Народної Республіки, а інша її частина — Самбірська, увійшла до складу УРСР.
З установленням кордону 1945 року відбувся перерозподіл областей. У 1946 році на території Дрогобицької області було створено Дрогобицько-Самбірську єпархію Російської Православної Церкви, як спадкоємницю давньої Перемишильської єпархії, а точніше її Самбірської частини.
З 1989 року, коли почалось відродження УГКЦ в Україні, Стрийський, Жидачівський, Миколаївський, Городоцький та Перемишлянський райони увійшли в склад Львівської архиєпархії УГКЦ.
Рішенням Синоду єпископів УГКЦ, що проходив 16-21 липня 2000 року в Бучачі, створено Стрийську єпархію УГКЦ.
Декретом (Прот. № Р 2000/840) Глави УГКЦ Блаженнішого Любомира Гузара, проголошено про заснування Стрийської єпархії Української Греко-Католицької Церкви. У склад єпархії ввійшли п'яти районів Львівської області (Стрийський, Жидачівський, Городоцький, Перемишлянський, Миколаївський).

## Єпископи єпархії
- Юліян (Ґбур) (2000 —2011)
- Тарас (Сеньків) (2011 —дотепер)

## Поділ на деканати
На даний час єпархія поділена на 16 деканатів:
1. деканат міста Стрия (7 парафій)
2. Добрянський деканат (14 парафій)
3. Любінецький деканат (13 парафій)
4. Дашавський деканат (18 парафій)
5. Моршинський деканат (17 парафій)
6. Миколаївський деканат (30 парафій)
7. Новороздільський деканат (15 парафій)
8. Городоцький деканат (33 парафії)
9. Комарнівський деканат (24 парафії)
10. Жидачівський деканат (25 парафій)
11. Журавнівський деканат (27 парафій)
12. Ходорівський деканат (31 парафія)
13. Новострілищанський деканат (20 парафій)
14. Бібрський деканат (21 парафія)
15. Перемишлянський деканат (25 парафія)
16. Унівський деканат (19 парафій)

## Покровителі та блаженні Стрийської єпархії УГКЦ
- Святий апостол Яків (день пам'яті — 5 листопада)
- Священномученик Петро Вергун (день пам'яті — 27 червня) (день перенесення мощей — 24 серпня 2004 року)
- Священномученик Омелян Ковч (день пам'яті — 27 червня)
- Священномученик Андрій Іщак (день пам'яті — 27 червня)
- Священномученик Роман Лиско (день пам'яті — 27 червня)
- Священномученик Олексій (Зарицький) (день пам'яті — 27 червня)
- Преподобна мучениця Тарсикія (Ольга Мацьків) (день пам'яті — 27 червня) (день перенесення мощей — 2 вересня 2007 року)
- Преподобна мучениця Лаврентія (Левкадія Гарасимів) (день пам'яті — 27 червня)